# Mugdrum
Mugdrum est une île du Royaume-Uni située en Écosse, plus précisément dans le Firth of Tay.